# Can Torrents (Sant Boi de Llobregat)
Can Torrents és una obra del municipi de Sant Boi de Llobregat (Baix Llobregat) inclosa en l'Inventari del Patrimoni Arquitectònic de Catalunya.

## Descripció
Es tracta d'una casa senyorial amb planta baixa, noble i golfes. D'estructura inicialment cúbica presenta ampliacions al seu costat esquerre. La teulada és de teula àrab a quatre vessants. En els murs i finestres combina la pedra i el maó, tant a vista com arrebossats. L'estil és popular amb certa dignitat, incorporant elements del gòtic tardà en les finestres lobulades dels extrems, i renaixentistes en la finestra esbocinada central.

## Història
Hi hagut per bastant temps un corrent d'opinió que mantenia que aquesta masia es va bastir sobre l'antic hospital medieval que donava nom al carrer. L'historiador santboià Carles Martí i Mira va demostrar que el tal hospital va ser enderrocat totalment i que aquesta masia es va bastir de nova planta al segle xv, això sí, al lloc que el vell hospital ocupava i es va fer l'ampliació posterior.
A principis del segle xx va sofrir algunes ampliacions i restauracions, conservant del casal del segle xv i de principis del XVI la porta de mig punt amb dovelles i les finestres de pedra de Montjuïc.